# Chelonus antropovi
Chelonus antropovi är en stekelart som först beskrevs av Vladimir Ivanovich Tobias 1997.  Chelonus antropovi ingår i släktet Chelonus och familjen bracksteklar. Inga underarter finns listade i Catalogue of Life.